# 襄阳站 (韩国)
襄陽站（：／ Yangyang yeok */?）曾为东海北部线上的一个车站，位于江原道襄阳郡襄阳邑，已于1967年1月1日废止。

## 历史
- 1937年12月1日：开始使用。
- 1967年1月1日：停用本站。